# Bazarul Egiptean

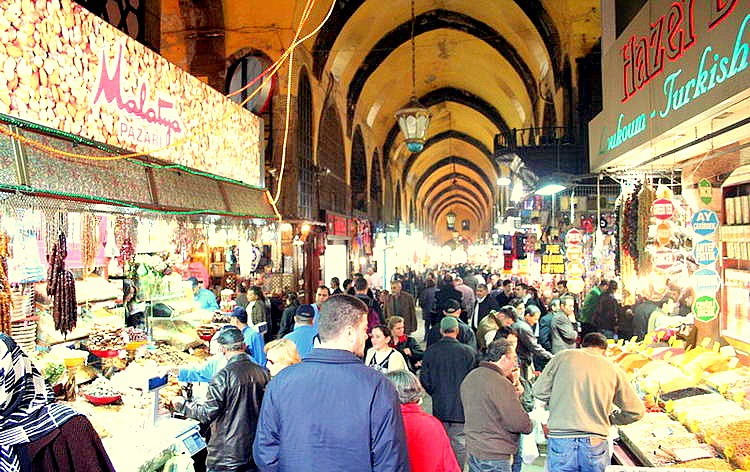
În interiorul Bazarului Egiptean

Bazarul Egiptean ( turcă: Mısır Çarșısı ; transliterat: Mîsîr Ciarșasî , Mîsîr fiind numele dat de musulmani Egiptului) din Istanbul, Turcia este unul dintre cele mai mari bazaruri din oraș. Situat în districtul Fatih, cartierul Eminönü, este al doilea cel mai mare complex comercial acoperit în interiorul peninsulei istorice a orașului Istanbul, după Marele Bazar, și este dedicat, în parte, vânzării de condimente.

## Istorie
Există mai multe documente care sugerează că numele original al bazarului a fost "Bazarul Nou." Bazarul a luat numele actual ("Bazarul Egiptean", în turcă:"Mısır Çarșısı"), datorită faptului că a fost construit cu veniturile din impozitele prelevate di Egipt, pe atunci o provincie otomană. Acest bazar este centrul vânzării de condimente a Istanbulului. Cu toate acestea, în ultimii ani, tot mai multe magazine din Bazar s-au schimbat destinația, vânzând bijuterii sau haine.

## Galerie de imagini

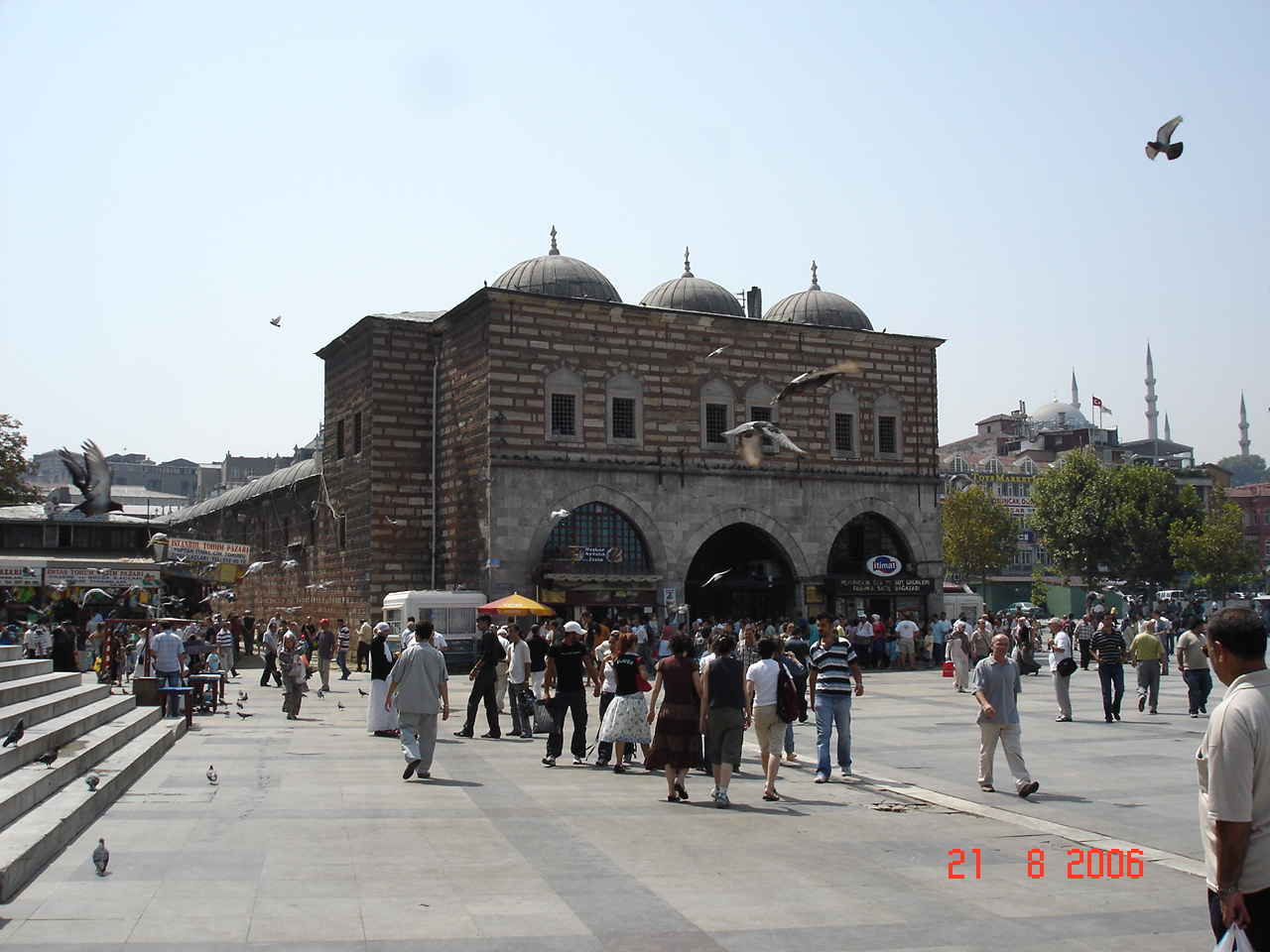
Bazarul Egiptean - Exteriorul
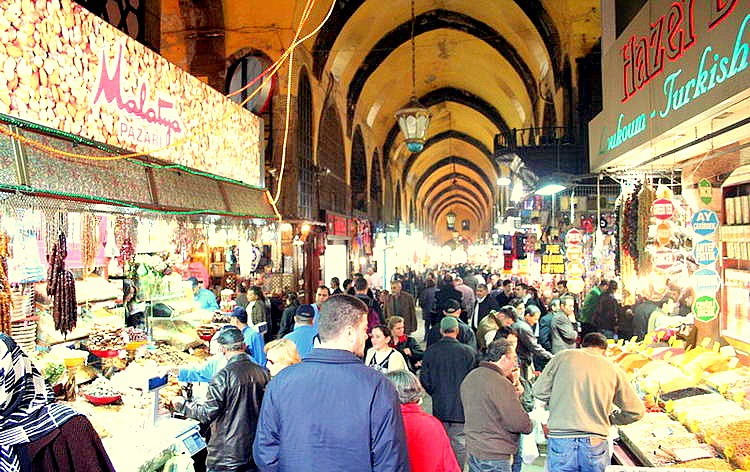
Bazarul Egiptean - Interiorul
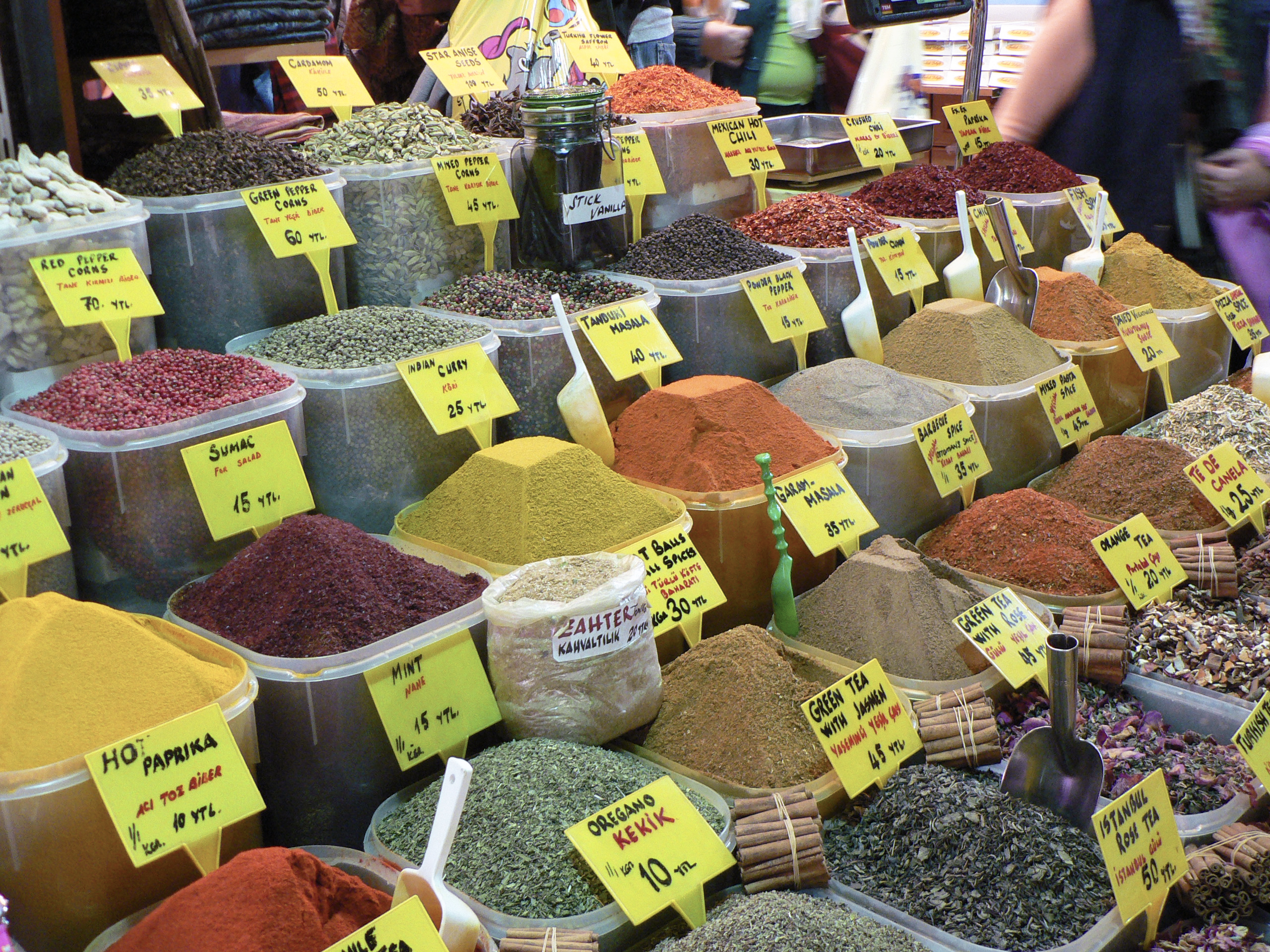
Bazarul Egiptean - Etalaje cu condimente
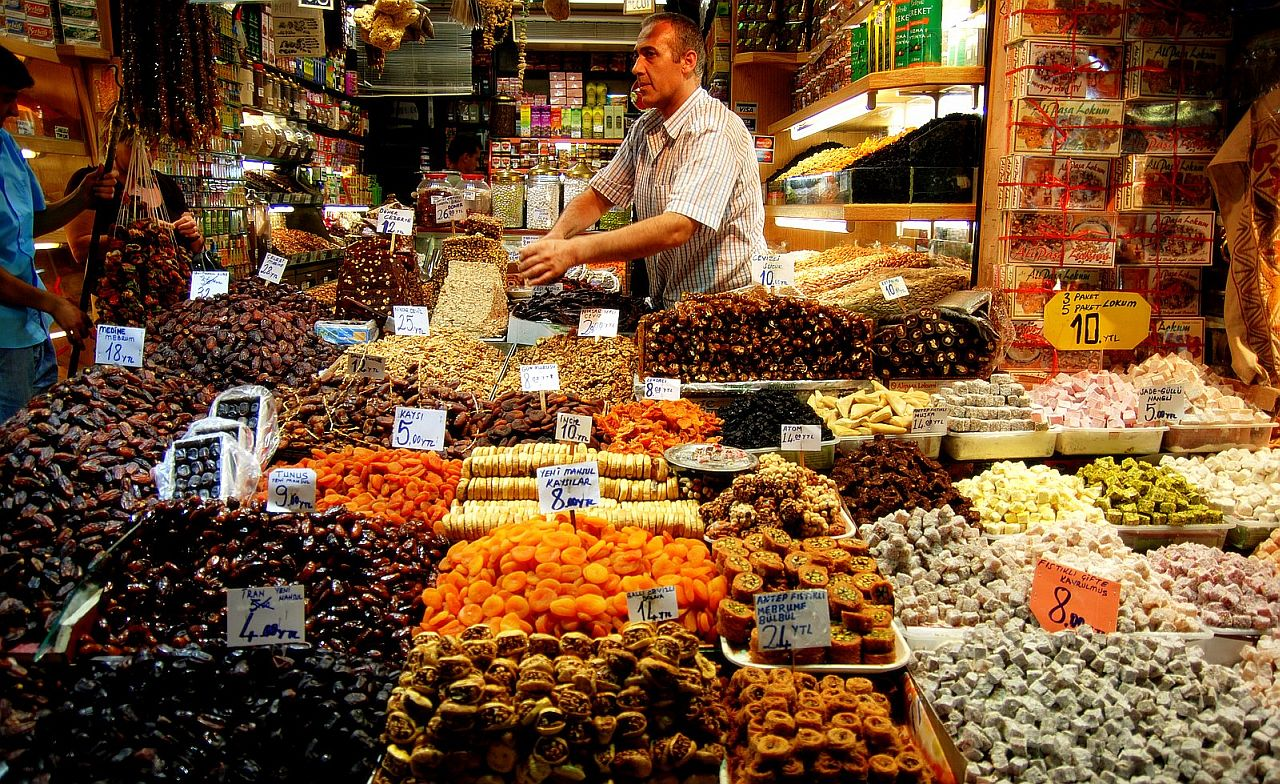
Bazarul Egiptean - Fructe uscate